# Del Monte Foods
Del Monte Foods Inc. er en amerikansk producent af konserves med frugt og grøntsager. De producerer, distribuerer og markedsfører fødevarer til det amerikanske marked. Deres årsomsætning er på ca. 2 mia. $. I blandt deres mærker er: Del Monte, S&W, Contadina, College Inn, Kitchen Basics, Joyba og Take Root. Del Monte-brandet blev indført af fødevaredistributører i 1886 i Oakland, Californien.